# 앨런 슈즈
앨런 수스(Alan Sues, 1926년 3월 7일 ~ 2011년 12월 1일)는 미국의 배우이다.
웨스트할리우드에서 사망하였다. 사인은 심근 경색이다.  포리스트 론 메모리얼 파크에 매장되었다.

## 영화
- A Bucket of Blood (1995)
- 휴먼 독 (1980년)
- 루돌프와 프로스티의 7월의 크리스마스 (1979년)
- 데이빗 프로스트 쇼 (1969년)
- 에밀리를 미국 사람으로 만들기 (1964년)
- 무브 오버, 달링 (1963년)
- 헬렌 모건 스토리 (1957년)